# Bezirk Portobelo
Portobelo ist ein Bezirk (distrito) der Provinz Colón in Panama. Die Einwohnerzahl betrug laut Volkszählung 2023 10.320. Portobelo liegt an der Nordküste der Landenge von Panama etwa 50 km nordöstlich der Stadt Colón.

## Gliederung
Der Bezirk Portobelo ist administrativ in folgende Corregimientos unterteilt:
- Portobelo
- Cacique
- Puerto Lindo o Garrote
- Isla Grande
- María Chiquita